# Шатров, Николай Михайлович
Николай Михайлович Шатров (1765 или 1767, Москва — 11 (23) октября 1841, там же) — русский поэт, стряпчий, коллежский советник. Действительный член Общества любителей российской словесности при Московском университете.
Сын пленного персиянина Шатра, вывезенного в Россию в детстве около 1727 года и воспитывавшегося в доме Михаила Афанасьевича Матюшкина, командовавшего русскими войсками во время персидского похода; у него же в доме в Москве родился в 1767 году и Шатров. Получив начальное образование в доме Матюшкина, Шатров в 1787 году определён был на службу канцеляристом в бывшую Монетную Экспедицию. Переведённый затем (12 декабря 1795 г.) на службу в Московское губернское Правление, Шатров произведён был в коллежские секретари (31 декабря 1796 г.), а затем определён кассиром в Московскую удельную Экспедицию (9 октября 1797 г.). Продолжая здесь службу, он был награждён чином коллежского асессора (11 октября 1800 г.) и получил место товарища советника (15 августа 1803 г.). В 1816 году Шатров находился на службе стряпчим в той же Экспедиции, после чего вышел в отставку коллежским советником.
Живя по месту службы постоянно в Москве, Шатров успел познакомиться с Сумароковым, Херасковым, Эминым и сблизиться со многими известными людьми, особенно с другом Новикова и покровителем знаний и талантов — П. А. Татищевым, в доме коего он потом и поселился. Следствием знакомства с Новиковым было принятие Шатрова в число масонов, среди которых он впоследствии носил звание мастера (с 1819 года). По отзыву графа М. B. Толстого, Шатров был наименее скромным из братьев и не стеснялся рассказывать о тайнах масонского учения, что воспрещалось правилами учения и хранилось другими братьями в секрете.
Не получив никакого систематического научного образования, не зная ни одного иностранного языка, Шатров, однако, с самых юных лет отличался необыкновенной живостью ума, остроумием и способностью чрезвычайно легко писать стихи. Имя его в литературе встречается с 1790-х годов. Так, в 1795 году появились его «Стихи на смерть С. А. Аршеневского» (СПб.), в 1796 году стихотворение «На смерть Кострова» («Приятное и полезное препровождение времени», ч. XII, стр. 387), в 1798 г. — песня «Катя в рощице гуляла» («С.-Петербургский журнал», ч. IV, стр. 76). Затем следовали: «Ода на восшествие на престол Императора Александра I» (М. 1801 г.) и «Ода Государю Императору Александру Первому на коронование Его Величества в Москве в 1801 году сентября 15-го дня» (М. 1801 г.). Эти первые произведения Шатрова, не отличаясь красотой слога, не обратили на себя внимания; но его «Песнь Екатерине II, или Мысли россиянина, пришедшего к ее гробу в 1805 году» (впоследствии называется «Праху Екатерины II», в «Северном Вестнике» 1805 г., ч. V; перепечатана в сочинении П. Колотова: «Деяния Екатерины II, Императрицы и самодержицы Всероссийской». ч. VI, стр. 297), доставила ему большую известность, обратив на себя внимание смелостью выражений, могущих относиться к событиям современной эпохи.
Однако песнь эта имеет менее поэтических достоинств, нежели его подражания псалмам. Последние писаны Шатровым в применении их к событиям 1812 года и вообще к Наполеоновским войнам и, по отзывам современных критиков, замечательны не только яркостью картин и силой выражения, но и тем, что во многих из них высказаны различные библейские истины, имевшие весьма близкое отношение к современным Шатрову событиям. Образцовым лирическим стихотворением его может служить его «Подражание псалму 32-му», читанное в 1816 году публично в Собрании Общества любителей Российской словесности и напечатанное в «Трудах» Общества, а затем в собрании стихотворений Шатрова, изданном Российской Академией; в этом подражании выражено торжество Европы по случаю заточения Наполеона на о. св. Елены. Кроме того, известность среди современников Шатров приобрел еще остроумным «Посланием к соседу», которое помещено было Жуковским в изданном им «Собрании русских стихотворений» (5 частей, М. 1810—1811 г.), но которого не находится в Собрании стихотворений поэта, изданном Академией, и «Маршем Донских казаков» («Грянул внезапно гром над Москвой»).
Потеряв в 1820 году зрение, Шатров продолжал заниматься стихотворством, диктуя свои произведения близким друзьям, среди коих были: гр. М. В. Толстой, Н. П. Николев и др. Особенно близок Шатров был с последним, которого он любил, как близкого родного, и в котором видел великого писателя. К числу знакомых поэта принадлежал С. Т. Аксаков, которого он встречал у Ф. Ф. Кокошкина и С. Н. Глинки, а также М. Н. Загоскин, бывавший у Шатрова. Одним из последних произведений Шатрова была его «Осень 1830 года, лирико-историческое песнопение слепого» (М. 1831 г.), написанная во время холерной эпидемии. Кроме перечисленных произведений Шатрова, его стихи разбросаны по многим периодическим изданиям и сборникам того времени; так, они помещались, например, в «Амфионе» (1815 г.), «Русском Вестнике» (1815, 1817, 1818 г.), «Сыне Отечества» (1817 г.), «Московском Телеграфе» (1829 г.), «Дамском Журнале» (1831, 1832 г.), «Священной Лире» (кн. I, стр. 40; кн. II, стр. 20, 49).
Не имея возможности, вследствие слепоты, продолжать службу, Шатров впал в бедность, поэтому Российская Академия, узнав, что «известный по нравственности своих стихотворений Н. М. Шатров находится в весьма ограниченном состоянии при совершенном лишении зрения», поспешила предпринять на свой счёт, в пользу автора, издание его стихотворений, которое и вышло под именем «Стихотворений Н. Шатрова» (СПб., 1831 г., 3 части; первая и вторая части содержат «Подражания псалмам и песни духовные», а третья — преимущественно похвальные оды). Мысль эту подал Академии гр. Д. И. Хвостов, знавший Шатрова давно и принявший его под свое покровительство по просьбе С. Н. Глинки и кн. П. И. Шаликова. Сочувствие Академии не только к положению, но и к таланту Шатрова, нашло отголосок и в литературе, в которой появились благосклонные отзывы о его произведениях. Главный недостаток академического издания заключается в его неполноте; так, в него не вошли, кроме вышеупомянутых произведений Шатрова: «Ода на новый 1817 год», а также «Подражание псалму 136-му». С 1831 года, то есть со времени выпуска в свет стихотворений Шатрова, начинается между Хвостовым и им переписка, интересная как обмен мыслей двух представителей отжившего свое время литературного направления. По ходатайству А. С. Шишкова, стихотворения Шатрова были поднесены Государю, и автор их получил два перстня; кроме того, Шишковым же была ему выхлопотана от Российской Академии золотая медаль. Но сочинения Шатрова в продаже шли плохо и не могли поправить его материального положения.
Причина такого неуспеха произведений Шатрова среди публики заключается в том, что он не принадлежал к новому литературному направлению. В одном из писем Шатрова к Хвостову, первый перечисляет «мастеров», в число которых попали: Шишков, Дмитриев, Крылов, Жуковский, Хвостов. Пушкин таким образом и в 1832 г. не удостоился от Шатрова титула «мастера». Вообще к Пушкину, как к главе нового литературного направления, Шатров относился крайне резко. М. А. Дмитриев, знавший поэта с 1820 года, свидетельствует, что он в это время, то есть уже по выходе «Истории Государства Российского», видел также и в Карамзине только автора «Бедной Лизы» и не отдавал ему должной справедливости. Шатров обладал действительно поэтическим даром, в котором, как мы знаем, ему не отказывал и Жуковский, говоривший в то же время, что искусство его заключалось лишь только в том, чтобы сказать «известное и обыкновенное необыкновенным образом», причиной чему служило желание Шатрова выражать свои мысли новыми красивыми оборотами, шедшими зачастую в ущерб ясности изложения. По мнению же В. К. Кюхельбекера, Шатров — «поэт не без проблесков воображения, не без теплоты чувства, не без мыслей новых и удачных». Во всяком случае, Шатров пользовался среди своих современников гораздо меньшей известностью, чем того заслуживал по силе своего таланта. Обладая природным умом и способностью импровизировать, Шатров был чрезвычайно веселым и интересным собеседником; его острые шутки-эпиграммы были широко известны среди его современников. Под конец своей жизни Шатров совершенно обнищал и содержался со своей женой на счёт друзей.